# Jakov Davydov
Jakov Christoforovič Davydov, nato Davtjan (in russo Яков Христофорович Давыдов, Давтян?; Verchnie Akulisy, 10 ottobre 1888 – Mosca, 28 luglio 1938), è stato un agente segreto, diplomatico e politico sovietico.

## Biografia
Nacque nella regione di Naxçıvan nella famiglia di un piccolo commerciante armeno. Durante gli studi presso il ginnasio di Tbilisi aderì al movimento bolscevico. Nel 1907 si iscrisse all'Università di San Pietroburgo e fu eletto nel Comitato cittadino del Partito Operaio Socialdemocratico Russo. Nel 1908, dopo essere stato arrestato e rilasciato su cauzione, emigrò in Belgio, dove conobbe Inessa Armand. Arrestato nel 1915 dalle truppe tedesche di occupazione, riuscì a rientrare in Russia nel 1918. Iniziò a lavorare come funzionario del governo sovietico e dal novembre 1920, su richiesta di Feliks Dzeržinskij, passò nelle file della Čeka, dove iniziò ad operare con il cognome di copertura di Davydov. Dal 1922, pur continuando a svolgere funzioni connesse con i servizi segreti, si dedicò all'attività diplomatica dapprima come ambasciatore russo in Lituania, poi come consigliere dell'ambasciatore in Cina (fino al 1925) e in Francia (fino al 1927), quindi come ambasciatore sovietico in Iran (1927-1930).
Successivamente lavorò nuovamente come funzionario di partito e fu poi rettore del Politecnico di Leningrado, mentre dal 1932 al 1934 fu ambasciatore in Grecia. Nel 1937, durante le Grandi purghe, fu accusato di far parte del blocco trotskista-zinovievista e l'anno dopo venne giustiziato. Fu riabilitato nel 1956.